# Pablo Marí
Pablo Marí Villar (ur. 31 sierpnia 1993 w Walencji) – hiszpański piłkarz występujący na pozycji obrońcy we włoskim klubie Fiorentina.

## Kariera piłkarska
Pablo Marí jest wychowankiem RCD Mallorca. W drużynie rezerw Mallorki zadebiutował w rozgrywkach Segunda División B mając zaledwie 17 lat. 7 grudnia 2011 roku po raz pierwszy wystąpił w meczu Primera División. Wyszedł na boisko w 61. minucie dokańczanego meczu przeciwko Granadzie, który 20 listopada 2011 roku został przerwany w 60. minucie. 2 września 2013 roku przeszedł do Gimnàstic Tarragona. W barwach katalońskiej ekipy zadebiutował 12 października w meczu przeciwko CD Olímpic de Xàtiva. 1 grudnia 2013 roku strzelił pierwszą bramkę dla klubu w meczu przeciwko rezerwom Levante UD. 25 czerwca 2015 roku po uzyskaniu przez klub awansu do Segunda División przedłużył kontrakt na 3 lata.
15 sierpnia 2016 roku został zawodnikiem Manchester City FC, z zamiarem wzmocnienia będącego wówczas klubem partnerskim Girona FC. W związku z tym Hiszpan od razu trafił na wypożyczenie do tego klubu. Zaledwie 8 występów spowodowało, że na kolejne dwa sezony został wypożyczany do innych klubów. Najpierw do NAC Breda (gdzie nawet był kapitanem zespołu), a następnie do Deportivo La Coruna. Z hiszpańskim zespołem bliski był awansu do Primera División, jednak ostatecznie jego zespół przegrał w finale baraży o awans z RCD Mallorca.
11 lipca 2019 roku za kwotę około 1,3 miliona Euro został zawodnikiem CR Flamengo. Marí został dopiero trzecim w historii hiszpańskim zawodnikiem, który trafił do Flamengo, po bramkarzu Talladasie, który bronił barw klubu w 1937 roku oraz napastniku José Ufarte, który występował w ekipie z Rio de Janeiro w latach 1961-1964.
W czerwono-czarnych barwach zadebiutował już 28 lipca w wygranym 3-2 meczu z Botafogo FR, a pierwszą bramkę zdobył 26 sierpnia w spotkaniu przeciwko Cearze. W listopadzie tego samego roku został pierwszym hiszpańskim zawodnikiem, który triumfował w rozgrywkach Copa Libertadores, najważniejszych klubowych rozgrywkach piłkarskich w Ameryce Południowej.
29 stycznia 2020 przeszedł do Arsenalu F.C. na zasadzie wypożyczenia do końca sezonu.

## Sukcesy

### Flamengo
- Mistrzostwo Brazylii: 2019
- Copa Libertadores: 2019

### Indywidualne
- Drużyna roku ligi brazylijskiej: 2019